# Vaiva
 (avril 2022).
Pour l’article homonyme, voir Vaiva Vo.
Vaiva est un prénom féminin lituanien d'origine balte. C'est un raccourcissement de vaivorykštė, « arc-en-ciel ». Un arc-en-ciel était considéré comme l'une des manifestations de la déesse du destin païen Laima. Le père de Vaiva, selon la mythologie balte, est Perkūnas. Le nom a été popularisé par le conte de Vincas Krėvė-Mickevičius Perkūnas, Vaiva ir Straublys, écrit en 1922.

## Personnes notables nommées Vaiva
- Vaiva Mainelytė, actrice de théâtre et de cinéma lituanienne